# Claudio Sanchez
Claudio Paul Sanchez (Suffern, 12 marzo 1978) è un cantautore, musicista, compositore e fumettista statunitense, fondatore e leader gruppo progressive metal Coheed and Cambria, di cui è anche chitarrista e principale compositore.
È il cofondatore della band insieme al chitarrista Travis Stever (originariamente chiamarono la band Shabutie) ed è lo scrittore di The Bag On Line Adventures.

## Biografia
Sanchez è di origini italiane (da parte di madre) e portoricane (da parte di padre) e ha tre fratelli. Fondati gli Shabutie nel 1995 Sanchez sperimentò un gran numero di nuovi suoni con questa band. Nel 2001 avvenne il cambiamento di nome del gruppo che diventò l'attuale Coheed and Cambria. Hanno pubblicato 4 album: The Second Stage Turbine Blade, In Keeping Secrets of Silent Earth: 3, Good Apollo I'm Burning Star IV: Volume One: From Fear Through The Eyes Of Madness e No World For Tomorrow. Sanchez iniziò anche a scrivere la sua saga a fumetti The Bag On Line Adventures, una saga fantascientifica con protagonisti Coheed e Cambria. È famoso per il suo stile canoro, essendo capace di cantare su tonalità altissime e acute, e per il suo taglio di capelli molto particolare.

## Progetti esterni al gruppo
- Sanchez sta lavorando a un progetto chiamato The Prize Fighter Inferno, con il quale ha pubblicato 3 canzoni, tra le quali The Missing McCloud Boys. Nell'ottobre del 2006, ha pubblicato con questo pseudonimo un album che intende essere il prequel della storia di Coheed and Cambria e che è intitolato My Brother's Blood Machine contenente 12 canzoni. Da una delle canzoni, Who Watches The Watchmen, è stato tratto l'omonimo video pubblicato su MySpace il 24 aprile 2007.
- Sanchez è apparso con Travis Stever come secondo vocalista del progetto Fire Deuce che ha pubblicato Children of the Deuce nel 2005, una canzone rock anni ottanta con reminiscenze degli Iron Maiden.
- Secondo un'intervista starebbe lavorando ad un innovativo progetto hip hop.

## Equipaggiamento

### Chitarre
- Gibson EDS-1275 Doubleneck SG in Alpine White.
- Gibson EDS-1275 Doubleneck SG in Cherry Red.
- Gibson '76 reissue Explorer in Classic White.
- Gibson 81 Explorer E2.
- Gibson '76 reissue Explorer in Ebony (black) finish.
- Gibson '76 reissue Explorer in Natural finish with nickel hardware.
- Gibson '76 reissue Explorer in Cherry Red finish.
- Gibson Les Paul Studio in Alpine White.
- Gibson 67' reissue Flying V in Classic White finish.
- Minarik Medusa Classic White.
- Taylor T5 Acoustic/Electric

### Amplificatori
- Bogner Uberschall. standard grill. 120watt.
- Mesa/Boogie Triple Rectifier. 150W

### Effetti
- EBow
- Line 6 Crunchtone Overdrive Pedal
- Electro-Harmonix Holy Grail Reverb
- Dimebag Crybaby From Hell Wah
- Line 6 DL4 Delay Modeller
- Line 6 FM4 Filter Modeller
- Boss NS-2 Noise Suppressor
- Boss TU-2 Tuner
- MXR ZW-44 Overdrive

## Curiosità
- Claudio ha utilizzato la sua ex-fidanzata, Nikki Owen, come personaggio di The Bag On Line Adventures sotto il nome di Newo Ikkin.
- Nel gennaio 2006 i Coheed and Cambria hanno dovuto abbandonare il tour a causa della frattura della mano subita da Sanchez mentre si allenava con il fratello Matthew, un boxer professionista.